# Tirolska
Tirolska je zgodovinska regija v zahodni Srednji Evropi, nekdanja kronska dežela Avstro-Ogrske in pred tem Avstrijskega cesarstva,  ki se od konca 1. svetovne vojne dalje deli na avstrijsko zvezno deželo Tirolsko (sestavljeno iz Severne in ozemeljsko ločene Vzhodne Tirolske) ter italijanski pokrajini Bolzano in Trento, ki skupaj sestavljata italijansko avtonomno deželo Trentino - Zgornje Poadižje (italijansko Trentino-Alto Adige, nemško pa Südtirol - Južna Tirolska). Vse te pokrajine  skupaj z ozemljem avstrijske Tirolske sestavljajo tudi Evroregijo Tirol-Gornje Poadižje-Trentinsko, ki ozemeljsko ustreza zgodovinski deželi Tirolski.

## Mesta

### Tirolske občine z več kot 10.000 prebivalci
| #  | Občina            | Cona | Prebivalci |
| -- | ----------------- | ---- | ---------- |
| 01 | Innsbruck         | S    | 131.059    |
| 02 | Trento            | T    | 118.632    |
| 03 | Bocen             | J    | 107.007    |
| 04 | Meran             | J    | 41.115     |
| 05 | Rovereto          | T    | 39.833     |
| 06 | Brixen            | J    | 22.779     |
| 07 | Pergine Valsugana | T    | 21.485     |
| 08 | Kufstein          | S    | 18.726     |
| 09 | Leifers           | J    | 18.110     |
| 10 | Arco              | T    | 17.690     |
| 11 | Riva del Garda    | T    | 17.722     |
| 12 | Bruneck           | J    | 16.856     |
| 13 | Telfs             | S    | 15.361     |
| 14 | Eppan             | J    | 14.848     |
| 15 | Hall in Tirol     | S    | 13.693     |
| 16 | Wörgl             | S    | 13.311     |
| 17 | Schwaz            | S    | 13.444     |
| 18 | Lana              | J    | 12.486     |
| 19 | Lienz             | V    | 11.935     |